# Zamek w Kolędzianach
Zamek w Kolędzianach – zamek we wsi Kolędziany.
Zamek wybudowany przez  Wołodyjowskich na stromym brzegu rzeki Niczława.

## Historia
Według Geografii Królestw Galicyi i Lodomeryi z 1786 Kolędziany były miastem. Istniał tam stary zamek obronny – forteca, wybudowany jeszcze przez Wołodyjowskich. W pierwszej połowie XIX w. Kolędziany były własnością rodziny Albinowskich herbu Jastrzębiec, którzy szerzej są znani dopiero od drugiej połowy XVIII w.

## Pałac
Ruiny zamku zostały ok. 1840 r. przebudowane na nowoczesny, późnoklasycystyczny, dwukondygnacyjny pałac przez Kornela Horodyskiego - kolejnego właściciela pochodzącego z Wołynia, który  dwie wieże zamku przebudował na pawilony. Pałac w tym okresie urządzony był z rozmachem zarówno na zewnątrz, jak i wewnątrz. Pokoje zdobiły obrazy szkoły holenderskiej, na piętrze był duży taras widokowy, wewnątrz piece kaflowe, kominki i żyrandole, na tyłach budynku pałacowy ogród. Obiekt został uszkodzony w czasie I wojny światowej. Po śmierci Karola okoliczne dobra przypadły jego synowi Ludwikowi, który był ich ostatnim właścicielem. Ludwik mimo rozpoczęcia w pałacu prac renowacyjnych, z powodu braku funduszy zmuszony był je przerwać i ostatecznie przekazał obiekt na cele społeczne. Po odzyskaniu przez Polskę niepodległości w 1919 roku w pałacu doprowadzonym do użyteczności mieściło się przedszkole oraz Dom Ludowy Towarzystwa Szkoły Ludowej. W ponowną ruinę popadał stopniowo po wysiedleniu Polaków na zachód w 1945 roku po zakończeniu II wojny światowej i umieszczeniu w pałacu początkowo szkoły średniej, a od 1977 zawodowej. Od 2010 r. posiadłość jest własnością ukraińskiego biznesmena.

## Linki zewnętrzne

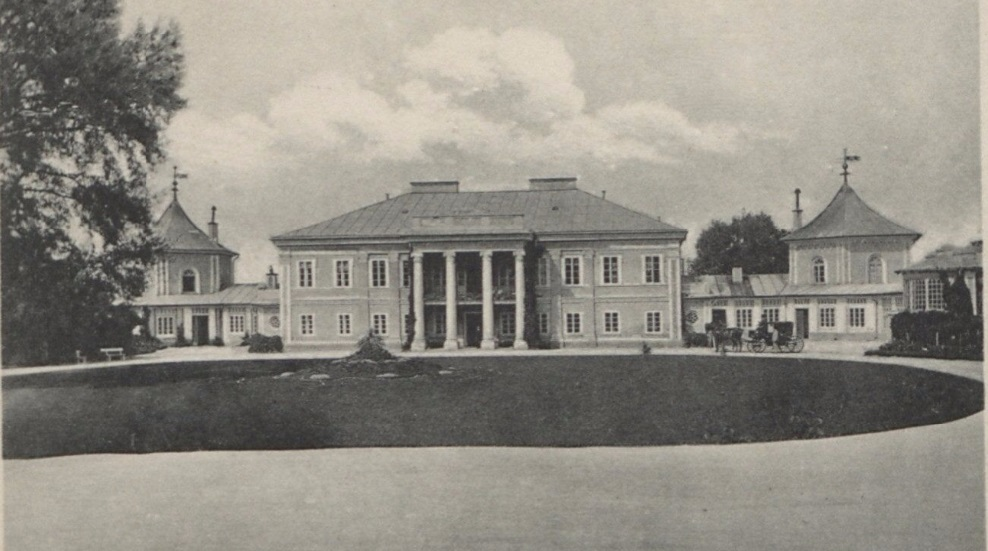
Zamek w Kolędzianach